# L'Affaire Dreyfus (film, 1930)
Pour les articles homonymes, voir L'Affaire Dreyfus et Dreyfus.
Pour plus de détails, voir Fiche technique et Distribution.
L'Affaire Dreyfus (Dreyfus) est un film de procès allemand réalisé par Richard Oswald sorti en 1930.
Le film raconte l'affaire Dreyfus.

## Synopsis
En septembre 1894, le service de renseignement français prend connaissance d'un incident d'espionnage à Paris. Des secrets militaires auraient été transmis à l'attaché militaire allemand à Paris, Maximilian von Schwartzkoppen. « Dans l'intérêt de l'armée », dit-on, le ministre de la Guerre Auguste Mercier doit rapidement trouver un coupable. Le 15 octobre de la même année, Alfred Dreyfus, capitaine au sein de l'état-major, d'origine juive, né en Alsace, jusqu'alors totalement innocent, est arrêté sur la base d'éléments de preuve légèrement construits. L'agitation antisémite dans la presse, l'armée et la politique crée rapidement un chaudron contre le traître présumé à Paris dans les années 1890.
Un complot de hauts responsables militaires à Paris scelle enfin son sort. Dreyfus est condamné à perpétuité en exil pour trahison, expulsé de l'armée et déporté sur l'île du Diable au large des côtes de l'Amérique du Sud. Dreyfus doit vivre dans des conditions inhumaines pendant quatre ans sur l'île de la prison chaude et inhospitalière, tandis que sa femme et son frère Mathieu se battent sans relâche pour sa réhabilitation à Paris. Lorsque le nouveau chef du renseignement, le colonel Picquart, trouve des preuves de l'innocence de Dreyfus, le ministère de la Guerre et l'état-major deviennent agités. Il est entendu que ces hauts fonctionnaires dans cette affaire délicate, qui avaient déjà soulevé tant de poussière, ne doivent pas se tromper - l'image de soi et la carrière politique des généraux et des politiciens arrêtés dans la pensée des castes en dépendent trop. Une fois qu'un verdict de culpabilité fut prononcé, il ne doit plus y avoir de doute et un courant antisémite dans l'armée française fait tout son possible pour étouffer l'intérêt de découvrir la vérité.
En fait, le major Ferdinand Walsin Esterhazy se révèle être un véritable traître. Mais la décision de l'État l'emporte sur la vérité, et donc malgré des preuves accablantes, il est acquitté. L'écrivain Émile Zola fait grand bruit avec sa lettre ouverte J’accuse au président français. Il provoque un procès contre lui pour prouver l'innocence du capitaine Dreyfus dégradé et malhonnêtement libéré.
Mais le procès devant un jury contre Zola en 1898 n'a pas apporté le tour espéré. L'écrivain et combattant à la recherche de la vérité étouffée est condamné puis s'exile en Angleterre. Ce n'est que le 30 août 1898, lorsque le major Henry a avoué avoir falsifié des documents qui avaient conduit à la condamnation de Dreyfus, que le jugement contre Dreyfus est annulé en 1899. Mais le deuxième procès contre lui, malgré les éléments disculpants, se termine le 9 septembre de la même année avec une condamnation à dix ans d'emprisonnement.
Cependant, il est gracié dix jours plus tard. Alfred Dreyfus a finalement sa réhabilitation le 12 juillet 1906. Il est réintégré dans l'armée au grade de major et est finalement fait chevalier de la Légion d'honneur.

## Fiche technique
- Titre original : Dreyfus
- Titre français : L'Affaire Dreyfus[1]
- Réalisation : Richard Oswald
- Scénario : Heinz Goldberg (de), Fritz Wendhausen
- Direction artistique : Hermann Warm, Franz Schroedter (de)
- Costumes : Hermann J. Kaufmann
- Photographie : Friedl Behn-Grund
- Son : Guido Bagier (de), Hans Grimm
- Montage : Hans Oser
- Production : Richard Oswald
- Sociétés de production : Richard-Oswald-Produktion
- Société de distribution : Süd-Film
- Pays de production : Allemagne  République de Weimar
- Langue : allemand
- Format : Noir et blanc - 1,20:1 - Mono - 35 mm
- Genre : historique
- Durée : 115 minutes
- Dates de sortie :
  - Allemagne  République de Weimar : 16 août 1930.
  - Autriche : 25 août 1930.
  - Hongrie : 11 septembre 1930.
  - France : 2 août 1935[1].

## Distribution
- Fritz Kortner : Alfred Dreyfus
- Grete Mosheim : Lucie Dreyfus, sa femme
- Erwin Kalser : Mathieu Dreyfus, son frère
- Heinrich George : Émile Zola
- Albert Bassermann : Marie-Georges Picquart
- Oskar Homolka : Ferdinand Walsin Esterhazy
- Ferdinand Hart : Hubert Henry
- Fritz Rasp : Armand du Paty de Clam
- Paul Bildt : Georges Clémenceau
- Ferdinand Bonn : Auguste Mercier
- Leopold von Ledebur : Raoul Le Mouton de Boisdeffre
- Bernhard Goetzke : Georges-Gabriel de Pellieux
- Fritz Alberti : Godefroy Cavaignac
- Fritz Kampers : Fernand Labori
- Paul Henckels : Edgar Demange
- Eduard Rothauser (de) : Jules Lauth
- Josef Reithofer : Ferdinand Forzinetti
- Bruno Ziener : Alphonse Bertillon
- Sigmund Nunberg : Le président de la Cour d'assise en 1898
- Bernd Aldor (de) : L'agent Dubois
- Else Bassermann (de) : Une dame parisienne
- Fritz Reiff (de) : Jean Jaurès
- Nora Mestom : Marguerite Pays, l'amante d'Esterhazy
- Ferry von Gorup : Un officier de la prison militaire